# Beji Caid Essebsi
Mohamed Beji caid Essebsi (hoặc el-Sebsi, tiếng Ả Rập: محمد الباجي قائد السبسي, Muhammad al-Baji Qā'id as-Sabsī; 29 tháng 11 năm 1926 – 25 tháng 7 năm 2019) là một luật sư và chính trị gia Tunisia được bầu làm Tổng thống Tunisia trong cuộc bầu cử tổng thống đầu tiên sau cuộc Cách mạng Tunisia. Từ 27 tháng 2 năm 2011 đến 24 tháng 12 năm 2011, ông là Thủ tướng Tunisia. Trước đó ông từng là Bộ trưởng Bộ Ngoại giao từ năm 1981 đến năm 1986. Ông là người sáng lập của Tounes Nidaa, tập hợp những người thế tục đối lập với Đảng hồi giáo Ennahda, là Đảng giành được đa số phiếu bầu trong cuộc bầu cử quốc hội năm 2014.